# Qualificazioni al campionato mondiale di calcio 2022 - UEFA - Fase a gironi, gruppo J

## Classifica
| Pos. | Squadra            | Pt | G  | V | N | P | GF | GS | DR  |
| ---- | ------------------ | -- | -- | - | - | - | -- | -- | --- |
| 1.   | Germania           | 27 | 10 | 9 | 0 | 1 | 36 | 4  | +32 |
| 2.   | Macedonia del Nord | 18 | 10 | 5 | 3 | 2 | 23 | 11 | +12 |
| 3.   | Romania            | 17 | 10 | 5 | 2 | 3 | 13 | 8  | +5  |
| 4.   | Armenia            | 12 | 10 | 3 | 3 | 4 | 9  | 20 | -11 |
| 5.   | Islanda            | 9  | 10 | 2 | 3 | 5 | 12 | 18 | -6  |
| 6.   | Liechtenstein      | 1  | 10 | 0 | 1 | 9 | 2  | 34 | -32 |

## Risultati

### 1ª giornata
| Arbitro: | Srđan Jovanović |

|                                     |           |  |
| Goretzka 3’ Havertz 7’ Gündoğan 56’ | Marcatori |  |

| Arbitro: | Julian Weinberger |

|  |           |                     |
|  | Marcatori | 83’ (aut.) Frommelt |

| Arbitro: | Fábio Veríssimo |

|                                 |           |                          |
| Tănase 28’ Mihăilă 50’ Hagi 86’ | Marcatori | 82’ Ademi 83’ Trajkovski |

### 2ª giornata
| Arbitro: | Enea Jorgji |

|                             |           |  |
| Barseġyan 53’ Bajramjan 74’ | Marcatori |  |

| Arbitro: | Mykoła Bałakin |

|                                                                |           |  |
| Bardhi 7’ Trajkovski 51’, 54’ Elmas 62’ Nestorovski 82’ (rig.) | Marcatori |  |

| Arbitro: | Clément Turpin |

|  |           |            |
|  | Marcatori | 17’ Gnabry |

### 3ª giornata
| Arbitro: | Andris Treimanis |

|                                               |           |                   |
| Spercjan 56’ Haroyan 87’ Barseġyan 89’ (rig.) | Marcatori | 62’, 72’ Cicâldău |

| Arbitro: | Sergej Karasëv |

|                     |           |                        |
| Gündoğan 63’ (rig.) | Marcatori | 45+2’ Pandev 85’ Elmas |

| Arbitro: | Mohammed Al-Hakim |

|              |           |                                                              |
| Y. Frick 79’ | Marcatori | 12’ Sævarsson 45+1’ Bjarnason 77’ Pálsson 90+4’ Sigurjónsson |

### 4ª giornata
| Arbitro: | Aljaksej Kul'bakoŭ |

|  |           |                     |
|  | Marcatori | 47’ Man 83’ Stanciu |

| Arbitro: | Fábio Veríssimo |

|  |           |                     |
|  | Marcatori | 41’ Werner 77’ Sané |

| Skopje 2 settembre 2021, ore 20:45 CEST | Macedonia del Nord | 0 – 0 referto | Armenia | Arena nazionale Toše Proeski (3 147 spett.)\| Arbitro: \| Artur Soares Dias \| |
| Arbitro:                                | Artur Soares Dias  |               |         |                                                                                |

### 5ª giornata
| Arbitro: | Ivan Kružliak |

|                                  |           |                          |
| Br. Bjarnason 78’ Guðjohnsen 84’ | Marcatori | 12’ Velkoski 54’ Alioski |

| Arbitro: | William Collum |

|                                                              |           |  |
| Gnabry 6’, 15’ Reus 35’ Werner 45’ Hofmann 52’ Adeyemi 90+1’ | Marcatori |  |

| Arbitro: | Kateryna Monzul' |

|                     |           |  |
| Toșca 11’ Manea 18’ | Marcatori |  |

### 6ª giornata
| Arbitro: | Duje Strukan |

|                         |           |              |
| Mxit'aryan 45+5’ (rig.) | Marcatori | 80’ N. Frick |

| Arbitro: | Andreas Ekberg |

|  |           |                                           |
|  | Marcatori | 4’ Gnabry 24’ Rüdiger 56’ Sané 89’ Werner |

| Skopje 8 settembre 2021, ore 20:45 CEST | Macedonia del Nord  | 0 – 0 referto | Romania | Arena nazionale Toše Proeski (5 260 spett.)\| Arbitro: \| Antonio Mateu Lahoz \| |
| Arbitro:                                | Antonio Mateu Lahoz |               |         |                                                                                  |

### 7ª giornata
| Arbitro: | Cüneyt Çakır |

|                       |           |         |
| Gnabry 52’ Müller 81’ | Marcatori | 9’ Hagi |

| Arbitro: | Nikola Dabanović |

|                 |           |                  |
| Jóhannesson 77’ | Marcatori | 35’ Hovhannisyan |

| Arbitro: | Bartosz Frankowski |

|  |           |                                                          |
|  | Marcatori | 39’ Velkoski 66’ (rig.) Alioski 74’ Nikolov 83’ Čurlinov |

### 8ª giornata
| Arbitro: | Ioannis Papadopoulos |

|                                                                 |           |  |
| Þórðarson 19’ Guðmundsson 35’ (rig.), 79’ (rig.) Guðjohnsen 89’ | Marcatori |  |

| Arbitro: | Danny Makkelie |

|  |           |                                         |
|  | Marcatori | 50’ Havertz 70’, 73’ Werner 83’ Musiala |

| Arbitro: | Daniele Orsato |

|             |           |  |
| Mitriță 26’ | Marcatori |  |

### 9ª giornata
| Arbitro: | José María Sánchez Martínez |

|  |           |                                                                 |
|  | Marcatori | 22’ Trajkovski 36’, 66’ (rig.), 90’ (rig.) Bardhi 79’ Ristovski |

| Arbitro: | Ivana Martinčić |

| |           |  |
| Gündoğan 11’ (rig.) Kaufmann 20’ (aut.) Sané 22’, 49’ Reus 23’ Müller 76’, 86’ Baku 80’ Göppel 89’ (aut.) | Marcatori |  |

| Bucarest 11 novembre 2021, ore 20:45 CET | Romania        | 0 – 0 referto | Islanda | Arena Națională (0 spett.)\| Arbitro: \| Sergej Karasëv \| |
| Arbitro:                                 | Sergej Karasëv |               |         |                                                            |

### 10ª giornata
| Arbitro: | François Letexier |

|                       |           |                                                    |
| Mxit'aryan 59’ (rig.) | Marcatori | 15’ Havertz 45+4’ (rig.), 50’ Gündoğan 64’ Hofmann |

| Arbitro: | Matej Jug |

|  |           |                  |
|  | Marcatori | 8’ Man 87’ Bancu |

| Arbitro: | Davide Massa |

|                           |           |                  |
| Alioski 7’ Elmas 65’, 86’ | Marcatori | 54’ Þorsteinsson |

## Statistiche

### Classifica marcatori
5 reti
- Serge Gnabry

- İlkay Gündoğan

- Timo Werner

4 reti
- Leroy Sané
- Enis Bardhi

- Eljif Elmas
- Aleksandar Trajkovski

3 reti
- Kai Havertz

- Thomas Müller

- Ezgjan Alioski

2 reti
- Tigran Barseġyan
- Henrix Mxit'aryan
- Jonas Hofmann
- Marco Reus

- Andri Guðjohnsen
- Albert Guðmundsson
- Darko Velkoski
- Alexandru Cicâldău

- Ianis Hagi
- Dennis Man

1 rete
- Choren Bajramjan
- Varazdat Haroyan
- Kamo Hovhannisyan
- Ėduard Spercjan
- Karim Adeyemi
- Ridle Baku
- Leon Goretzka
- Jamal Musiala
- Antonio Rüdiger
- Birkir Bjarnason
- Brynjar Ingi Bjarnason

- Ísak Bergmann Jóhannesson
- Victor Pálsson
- Birkir Sævarsson
- Rúnar Már Sigurjónsson
- Stefán Teitur Þórðarson
- Jón Dagur Þorsteinsson
- Noah Frick
- Yanik Frick
- Arijan Ademi
- Darko Čurlinov
- Ilija Nestorovski

- Boban Nikolov
- Goran Pandev
- Milan Ristovski
- Nicușor Bancu
- Cristian Manea
- Valentin Mihăilă
- Alexandru Mitriță
- Nicolae Stanciu
- Florin Tănase
- Alin Toșca

Autoreti
- Noah Frommelt (1, pro  Armenia)

- Maximilian Göppel (1, pro  Germania)

- Daniel Kaufmann  (1, pro  Germania)